# Prenos podataka
Prenos podataka ili digitalne komunikacije je fizički prenos podataka (digitalni tok bitova) iz jedne tačke u drugu (engl. point-to-point) ili iz jedne tačke u više njih (engl. point-to-multipoint) preko komunikacijskih medija.

## Razlika između srodnih subjekata
Kursevi i udžbenici u polju prenosa podataka kao i digitalnog prenosa i digitalnih komunikacija imaju sličan sadržaj.
Digitalna transmisija ili transmisija podataka je tradicionalno pripadala poljima telekomunikacija i elektronskog inženjerstva. Osnovni principi prenosa podataka isto tako mogu da budu obuhvaćeni temama računarske nauke i računarskog inženjerstva o komunikaciji podataka, čime su isto tako obuhvaćene primene računarskih mreža i mrežni protokoli, na primer rutiranje, prebacivanje i interprocesna komunikacija. Mada transmisioni kontrolni protokol (TCP) učestvuje u transmisiji, TCP i drugi protokoli transportnih slojeva su svrstani u računarske mreže, ali se ne razmatraju u udžbenicima ili kursevima o prenosu podataka.
Termin tele-transmisija obuhvata analognu kao i digitalnu komunikaciju. U većini udžbenika, termin analogna transmisija se odnosi samo na transmisiju analognih signalnih poruka (bez digitizacije) putem analognih signala, bilo kao nemodulisani signal osnovnog pojasa, ili kao passband signal koristeći analogno modulacioni metod kao što je AM or FM. On isto takom može da obuhvata analogni-preko-analognih pulsno modulisane signale osnovnog pojasa kao što je modulacija pulsne širine. U nekoliko knjiga obuhvaćenih tradicijom računarskih mreža, „analogna transmisija” se isto tako odnosi na passband transmisiju nizova bitova koristeći metode digitalne modulacije kao što su FSK, PSK i ASK. Treba imati u vidu da su ti metodi obuhvaćeni udžbenicima o digitalnoj transmisiji ili prenosu podataka.
Teoretski aspekti prenosa podataka su obuhvaćeni informacionom teorijom i teorijom kodiranja.

## Komunikacijski mediji
Komunikacijski mediji preko kojih se prenose podaci mogu biti bakarne žice, optička vlakna, bežični komunikacijski mediji (bežične komunikacije) ili medija za pohranjivanje podataka (CD-ROM). Podaci se mogu prenositi u obliku elektro-magnetskog signala (radijski, mikrotalasni ili infracrveni signal).

## Vrste prenosa
Prenos podataka može biti analogni ili digitalni. Analogni prenos podrazumeva niz od međusobno različitih signala, dok se kod digitalnog prenosa govori o nizu od međusobno različitih poruka. Kod digitalnog prenosa, podaci mogu biti poslati sa bilo kog izvora podataka u digitalnom obliku, dok će analogni signal biti više u obliku telefonskog poziva.

## Prenos putem osnovnog i propusnog pojasa
Fizički preneseni signal može biti prenesen preko osnovnog pojasa (baseband) ili propusno pojasnog pojasa (passband). Osnovni pojas (ditalni signal preko digitalnog) je niz električnih ili svetlosnih impulsa koji su proizvedeni linijskim kodiranjem. Tehnologija koja prenosi podatke preko osnovnog pojasa je Eternet, optička vlakna i serijski kablovi. Propusni pojas (digitalni signal preko analognog) je modulisani sinusni talas signala koji predstavlja digitalni tok bitova, a signal se stvara modulacijom i demodulacijom koju obavlja modemska oprema (npr. modem). Tehnologija koja prenosi podatke preko propusnog pojasa je kabalska televizija, telefonska mreža i bežična komunikacijska oprema.

## Istorija primene prenosa podataka
Podaci su se slali na načine koji nisu elektronski (npr. optičkim, mehaničkim, akustičnim) već od prve pojave komunikacije, dok je analogni signal prvi put poslat pojavom telefona. Kao takvi, prvi uređaji za elektromagnetski prenos podataka koji su se pojavili u modernim vremenima su telegraf (1809) i teleprinter (1906). U sadašnjosti, prenos podataka se najviše koristi kod: računara, računarskih mreža, telefonskih mreža i digitalne telekomunikacije.

### Prenos podataka: računari
Kod računara, prenos podataka se najvećim delom odvija preko računarskih sabirnica i pretežno služi za komunikaciju računara sa perifernim uređajima putem paralelnih i serijskih priključaka (RS-233, IEEE 1394, USB). Podaci se mogu preneti i preko medija za pohranjivanje podatka kako bi se eventualno uočile greške i ispravile (Otkrivanje i ispravljanje grešaka).

### Prenos podataka: računarske mreže
Podaci se mogu prenositi preko računarskih mreža tj. uređaja kao što su modemi (1940), lokalni mrežni adapteri (1964), ponavljači, razdelnici, mikrotalasne veze, bežične pristupne tačke (1997) itd., koji služe za komunikaciju između dva ili više računara.

### Prenos podataka: telefonske mreže
Podaci se prenose i preko telefonskih mreža, tj. prenosi se veliki broj telefonskih poziva preko iste bakrene ili optičke žice. Prenos podataka se odvija pomoću PCM-a (engl. pulse code modulation) u kombinaciji s TDM-om (engl. time division multiplexing). Krajem 1990-ih, načini pristupa širokopojasnoj mreži kao što su ADSL, kablovski modemi, FTTB, FTTH su postali sve više rašireni u malim uredima i domova, što omogućava brži razvoj telekomunikacijskih usluga, te zamenu trenutnih usluga sa paketnim načinom komunikacije (IP tehnologija i IPTV).

### Prenos podataka: digitalne telekomunikacije
Raširenost digitalne revolucije je stvorila mnoge digitalne telekomunikacijske aplikacije kod kojih se primenjuje princip prenosa podataka. Mobilni telefoni druge generacije (2G), mobilna telefonija, video konferencija, digitalna televizija, digitalni radio i telemetrija su samo neki od primera takvih aplikacija.

## Serijski i paralelni prenos podataka u telekomunikacijama
Serijski prenos je sekvencijski prenos sastavnih delova signala neke grupe koja predstavlja neki znak (ili zasebnu jedinicu) nekog podatka. Paralelni prenos je istovremeni prenos sastavnih delova signala neke grupe koja predstavlja neki znak (ili zasebnu jedinicu) nekog podatka. Paralelni način je brži od serijskog, ali se koristi na male udaljenosti, jer na veće udaljenosti dolazi do kvarenja poruke (što nije slučaj kod serijskog prenosa).

## Raznovremeni i istovremeni prenos podataka
Raznovremeni (asikroni) prenos podataka koristi početni (start) i završni (stop) bit kako bi označilo da neki ASCII znak stiže i kada je završio (npr. 1 0100 0001 0 - gde je „1” početni bit, a „0” završni bit). Istovremeni (sinhroni) prenos podataka se ne koristi početnim i završnim bitovima, već sinhronizira brzinu prenosa na početku i kraju prenosa putem satnih signala koji su ugrađeni u svaku komponentu. Iako je istovremeni prenos brži, može doći do gubitka bitova ukoliko satovi prestanu da budu sinhronizovani.

## Literatura
- C. E. Shannon, A mathematical theory of communication, Bell System Technical Journal, vol. 27, pp. 379–423 and 623–656, (July and October, 1948)
- Amin Shokrollahi, „LDPC Codes: An Introduction” (PDF). Архивирано 2017-05-17 на сајту
- Shelly, Gary, et al. "Discovering Computers" 2003 Edition.
- Wendell Odom, Rus Healy, Denise Donohue. (2010) CCIE Routing and Switching. Indianapolis, IN: Cisco Press
- Kurose James F and Keith W. Ross: Computer Networking: A Top-Down Approach Featuring the Internet, Pearson Education 2005.
- William Stallings, Computer Networking with Internet Protocols and Technology, Pearson Education 2004.
- Important publications in computer networks
- Network Communication Architecture and Protocols: OSI Network Architecture 7 Layers Model
- Dimitri Bertsekas, and Robert Gallager, "Data Networks," Prentice Hall, 1992.
- Wireless Networking in the Developing World: A practical guide to planning and building low-cost telecommunications infrastructure (PDF) (2nd изд.). Hacker Friendly LLC. 2007. стр. 425.
- Pahlavan, Kaveh; Levesque, Allen H (1995). Wireless Information Networks. John Wiley & Sons. ISBN 0-471-10607-0.
- Geier, Jim (2001). Wireless LANs. Sams. ISBN 0-672-32058-4.
- Goldsmith, Andrea (2005). Wireless Communications. Cambridge University Press. ISBN 0-521-83716-2.
- Lenzini, L.; Luise, M.; Reggiannini, R. (јун 2001). „CRDA: A Collision Resolution and Dynamic Allocation MAC Protocol to Integrate Date and Voice in Wireless Networks”. IEEE Journal on Selected Areas in Communications. IEEE Communications Society. 19 (6): 1153—1163. Bibcode:2001IJSAC..19.1153L. ISSN 0733-8716. doi:10.1109/49.926371.
- Molisch, Andreas (2005). Wireless Communications. Wiley-IEEE Press. ISBN 0-470-84888-X.
- Pahlavan, Kaveh; Krishnamurthy, Prashant (2002). Principles of Wireless Networks – a Unified Approach. Prentice Hall. ISBN 0-13-093003-2.
- Rappaport, Theodore (2002). Wireless Communications: Principles and Practice. Prentice Hall. ISBN 0-13-042232-0.
- Rhoton, John (2001). The Wireless Internet Explained. Digital Press. ISBN 1-55558-257-5.
- Tse, David; Viswanath, Pramod (2005). Fundamentals of Wireless Communication. Cambridge University Press. ISBN 0-521-84527-0.
- Kostas Pentikousis (март 2005). „Wireless Data Networks”. Internet Protocol Journal. 8 (1). Приступљено 29. 8. 2011.
- Pahlavan, Kaveh; Krishnamurthy, Prashant (2009). Networking Fundamentals – Wide, Local and Personal Area Communications. Wiley. ISBN 978-0-470-99290-6.
- Radia Perlman (1999). Interconnections: Bridges, Routers, Switches, and Internetworking Protocols (2nd изд.). Addison-Wesley. ISBN 0-201-63448-1.. In particular Ch. 18 on "network design folklore", which is also available online
- Gerard J. Holzmann (1991). Design and Validation of Computer Protocols. Prentice Hall. ISBN 0-13-539925-4.
- Douglas E. Comer (2000). Internetworking with TCP/IP - Principles, Protocols and Architecture (4th изд.). Prentice Hall. ISBN 0-13-018380-6. In particular Ch.11 Protocol layering. Also has a RFC guide and a Glossary of Internetworking Terms and Abbreviations.
- R. Braden, ур. (1989). Requirements for Internet Hosts -- Communication Layers. Internet Engineering Task Force abbr. IETF. doi:10.17487/RFC1122 . RFC 1122. Describes TCP/IP to the implementors of protocolsoftware. In particular the introduction gives an overview of the design goals of the suite.
- M. Ben-ari (1982). Principles of concurrent programming (10th Print изд.). Prentice Hall International. ISBN 0-13-701078-8.
- C.A.R. Hoare (1985). Communicating sequential processes (10th Print изд.). Prentice Hall International. ISBN 0-13-153271-5. Архивирано из оригинала 01. 02. 2021. г. Приступљено 01. 07. 2023.
- R.D. Tennent (1981). Principles of programming languages (10th Print изд.). Prentice Hall International. ISBN 0-13-709873-1.
- Brian W Marsden (1986). Communication network protocols (2nd изд.). Chartwell Bratt. ISBN 0-86238-106-1.
- Andrew S. Tanenbaum (1984). Structured computer organization (10th Print изд.). Prentice Hall International. ISBN 0-13-854605-3.
- Bryant, Stewart; Morrow, Monique, ур. (новембар 2009). Uncoordinated Protocol Development Considered Harmful. doi:10.17487/RFC5704 . RFC 5704.
- Farrell, Stephen; Tschofenig, Hannes (мај 2014). Pervasive Monitoring Is an Attack. doi:10.17487/RFC7258 . RFC 7258.
- Trammell, Brian; Kuehlewind, Mirja (април 2019). The Wire Image of a Network Protocol. doi:10.17487/RFC8546 . RFC 8546.
- Hardie, Ted, ур. (април 2019). Transport Protocol Path Signals. doi:10.17487/RFC8558 . RFC 8558.
- Fairhurst, Gorry; Perkins, Colin (јул 2021). Considerations around Transport Header Confidentiality, Network Operations, and the Evolution of Internet Transport Protocols. doi:10.17487/RFC9065 . RFC 9065.
- Thomson, Martin; Pauly, Tommy (децембар 2021). Long-Term Viability of Protocol Extension Mechanisms. doi:10.17487/RFC9170 . RFC 9170.
- McQuistin, Stephen; Perkins, Colin; Fayed, Marwan (јул 2016). Implementing Real-Time Transport Services over an Ossified Network. 2016 Applied Networking Research Workshop. doi:10.1145/2959424.2959443. hdl:1893/26111 .
- Papastergiou, Giorgos; Fairhurst, Gorry; Ros, David; Brunstrom, Anna; Grinnemo, Karl-Johan; Hurtig, Per; Khademi, Naeem; Tüxen, Michael; Welzl, Michael; Damjanovic, Dragana; Mangiante, Simone (2017). „De-Ossifying the Internet Transport Layer: A Survey and Future Perspectives”. IEEE Communications Surveys & Tutorials. 19: 619—639. S2CID 1846371. doi:10.1109/COMST.2016.2626780. hdl:2164/8317 .

## Spoljašnje veze
- „Transmission”. Архивирано на веб-сајту  (3. април 2013)